# Mistrzostwa Polski w Biathlonie 2007
41. Mistrzostwa Polski w biathlonie 2007 rozegrano w Jakuszycach w dniach 27-31 marca 2007.

## Mężczyźni

### Sprint – 10 km
| M | Zawodnik            | Klub                | Czas     | Kary |
| - | ------------------- | ------------------- | -------- | ---- |
| 1 | Tomasz Sikora       | NKS Dynamit Chorzów | 28:59,0  | 0    |
| 2 | Krzysztof Pływaczyk | AZS AWF Wrocław     | + 2:35,7 | 2    |
| 3 | Grzegorz Bodziana   | AZS AWF Katowice    | + 2;56,3 | 3    |

Data: 27.03.2007

### Bieg pościgowy – 12,5 km
| M | Zawodnik            | Klub                | Czas     | Kary |
| - | ------------------- | ------------------- | -------- | ---- |
| 1 | Tomasz Sikora       | NKS Dynamit Chorzów | 38:06,3  | 4    |
| 2 | Krzysztof Pływaczyk | AZS AWF Wrocław     | + 3:55,9 | 3    |
| 3 | Grzegorz Bodziana   | AZS AWF Katowice    | + 5:48,7 | 5    |

Data: 28.03.2007

### Bieg indywidualny – 20 km
| M | Zawodnik          | Klub               | Czas      | Kary |
| - | ----------------- | ------------------ | --------- | ---- |
| 1 | Grzegorz Bodziana | AZS AWF Katowice   | 1:07:23,2 | 5    |
| 2 | Sebastian Witek   | AZS AWF Katowice   | + 1:44,0  | 7    |
| 3 | Adam Kwak         | BKS WP Kościelisko | + 3:08,1  | 8    |

Data: 30.03.2007

### Sztafeta 4×7,5km
| M | Klub                  | Zawodnicy                                                    | Czas      | Kary |
| - | --------------------- | ------------------------------------------------------------ | --------- | ---- |
| 1 | BKS WP Kościelisko I  | Adam Kwak Mirosław Kobus Wiesław Ziemianin Łukasz Szczurek   | 1:46:57,3 | 5    |
| 2 | AZS AWF Wrocław       | Piotr Kotas Krzysztof Pływaczyk Mariusz Leja Paweł Lasek     | + 2:24,6  | 2    |
| 3 | BKS WP Kościelisko II | Marek Bujak Piotr Ziemianin Jan Litwin Wojciech Maryniarczyk | + 3:25,4  | 3    |

Data: 29.03.2007

## Kobiety

### Sprint – 7,5 km
| M | Zawodniczka       | Klub                        | Czas    | Kary |
| - | ----------------- | --------------------------- | ------- | ---- |
| 1 | Magdalena Gwizdoń | BLKS Żywiec                 | 28:34,1 | 3    |
| 2 | Krystyna Pałka    | AZS AWF Katowice            | + 27,0  | 1    |
| 3 | Agnieszka Grzybek | MKS Karkonosze Jelenia Góra | + 35,1  | 2    |

Data: 27.03.2007

### Bieg pościgowy – 10 km
| M | Zawodniczka       | Klub             | Czas     | Kary |
| - | ----------------- | ---------------- | -------- | ---- |
| 1 | Krystyna Pałka    | AZS AWF Katowice | 40:21,2  | 5    |
| 2 | Magdalena Gwizdoń | BLKS Żywiec      | + 47,9   | 9    |
| 3 | Paulina Bobak     | AZS AWF Katowice | + 1:12,2 | 2    |

Data: 28.03.2007

### Bieg indywidualny – 15 km
| M | Zawodniczka       | Klub                        | Czas     | Kary |
| 1 | Agnieszka Grzybek | MKS Karkonosze Jelenia Góra | 57:18,6  | 3    |
| 2 | Krystyna Pałka    | AZS AWF Katowice            | + 35,8   | 5    |
| 3 | Tiffany Tyrała    | AZS AWF Katowice            | + 1:01,9 | 3    |

Data: 30.03.2007

### Sztafeta 4×6km
| M | Klub                        | Zawodniczki                                                              | Czas      | Kary |
| - | --------------------------- | ------------------------------------------------------------------------ | --------- | ---- |
| 1 | AZS AWF Katowice            | Paulina Bobak Tiffany Tyrała Weronika Nowakowska-Ziemniak Krystyna Pałka | 1:28:41,6 | 6    |
| 2 | MKS Karkonosze Jelenia Góra | Agnieszka Grzybek Magdalena Nykiel Kamila Czerniak Izabela Daniło        | + 6:24,6  | 4    |
| 3 | BKS WP Kościelisko          | Katarzyna Ponikwia Katarzyna Szeliga Katarzyna Leja Karolina Pitoń       | + 11:40,8 | 7    |

Data: 29.03.2007